# Ziger

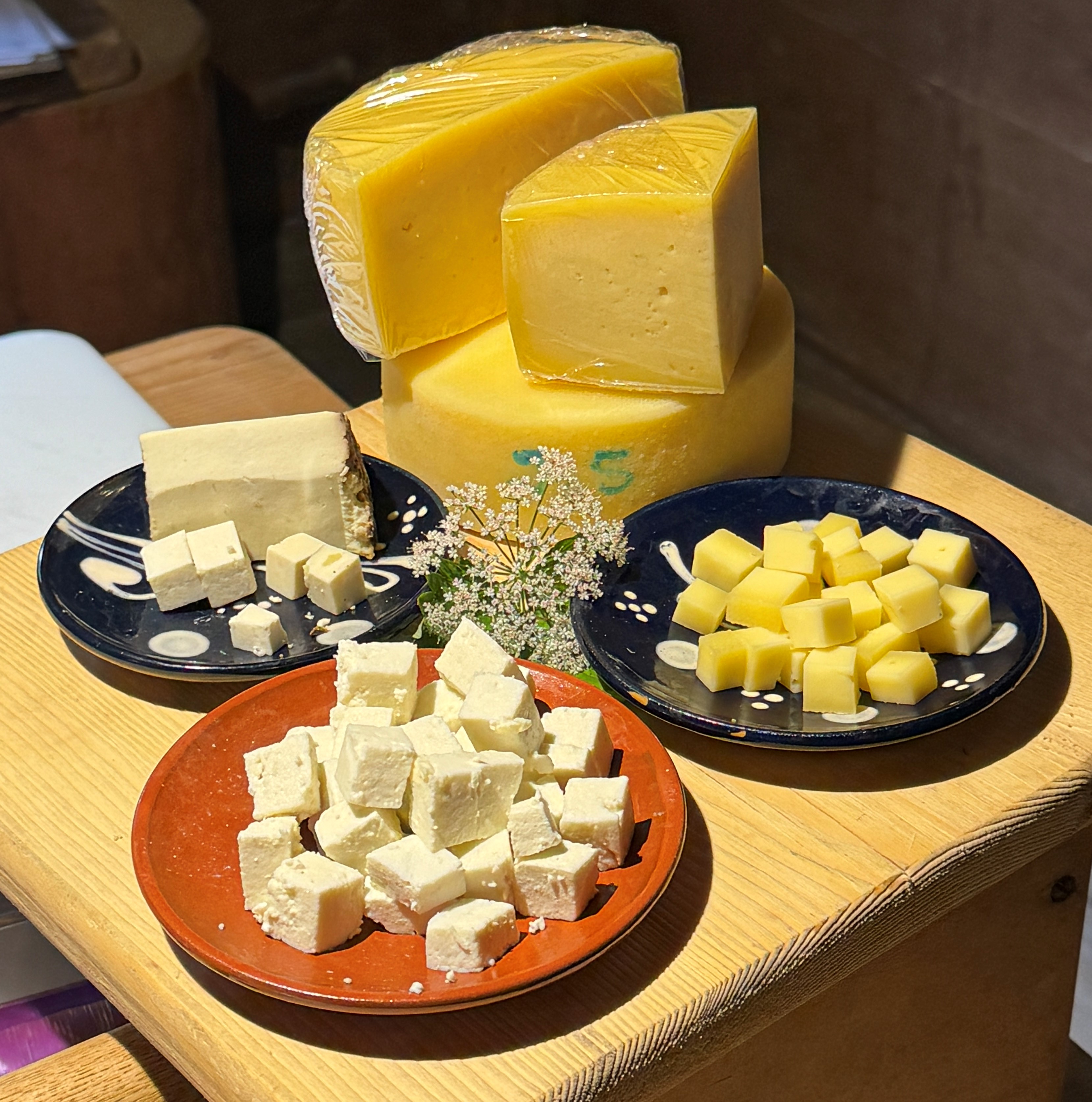
Ziger (links) ist ein Nebenprodukt der Herstellung von Hartkäse (hier Mutschli, rechts).

Ziger (Schweiz) oder Zieger (Deutschland, Österreich) ist ein Molkenkäse bzw. Frischkäse, der aus der Molke durch Ausfällung des Resteiweißes durch Säure gewonnen wird.

## Wortherkunft
Die Etymologie des Wortes „Ziger“ ist unsicher. Das Wort ist jedenfalls sehr alt; vielleicht ist es keltischer Herkunft.

## Herstellung
Die reine oder mit entrahmter Kuhmilch oder Buttermilch gemischte Molke wird auf rund 92 °C erhitzt und dann die Säure zugegeben. Häufig wird reine Essigsäure verwendet. Ziger wird nicht gelagert und wird frisch oder geräuchert verkauft. Er ist rund zehn Tage haltbar. Ziger ist reich an Albumin. Er enthält rund 75 % Wasser, 11 % Albumin, 8 % Fett und 3,5 % Laktose.

## Bilder

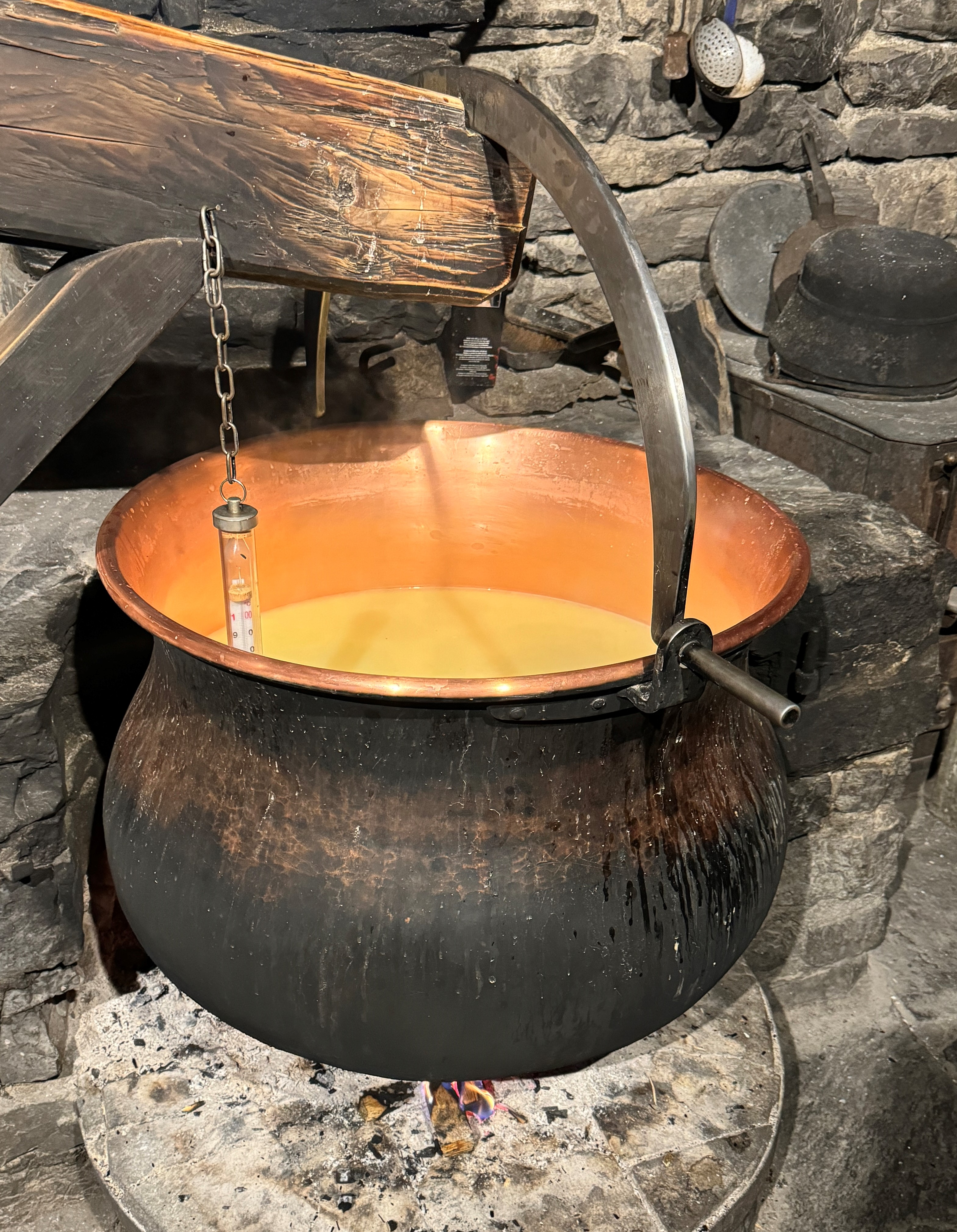
Traditionelle Herstellung von Ziger im Freilichtmuseum Ballenberg. Die Molke wird zuerst auf ca. 90 °C erhitzt.
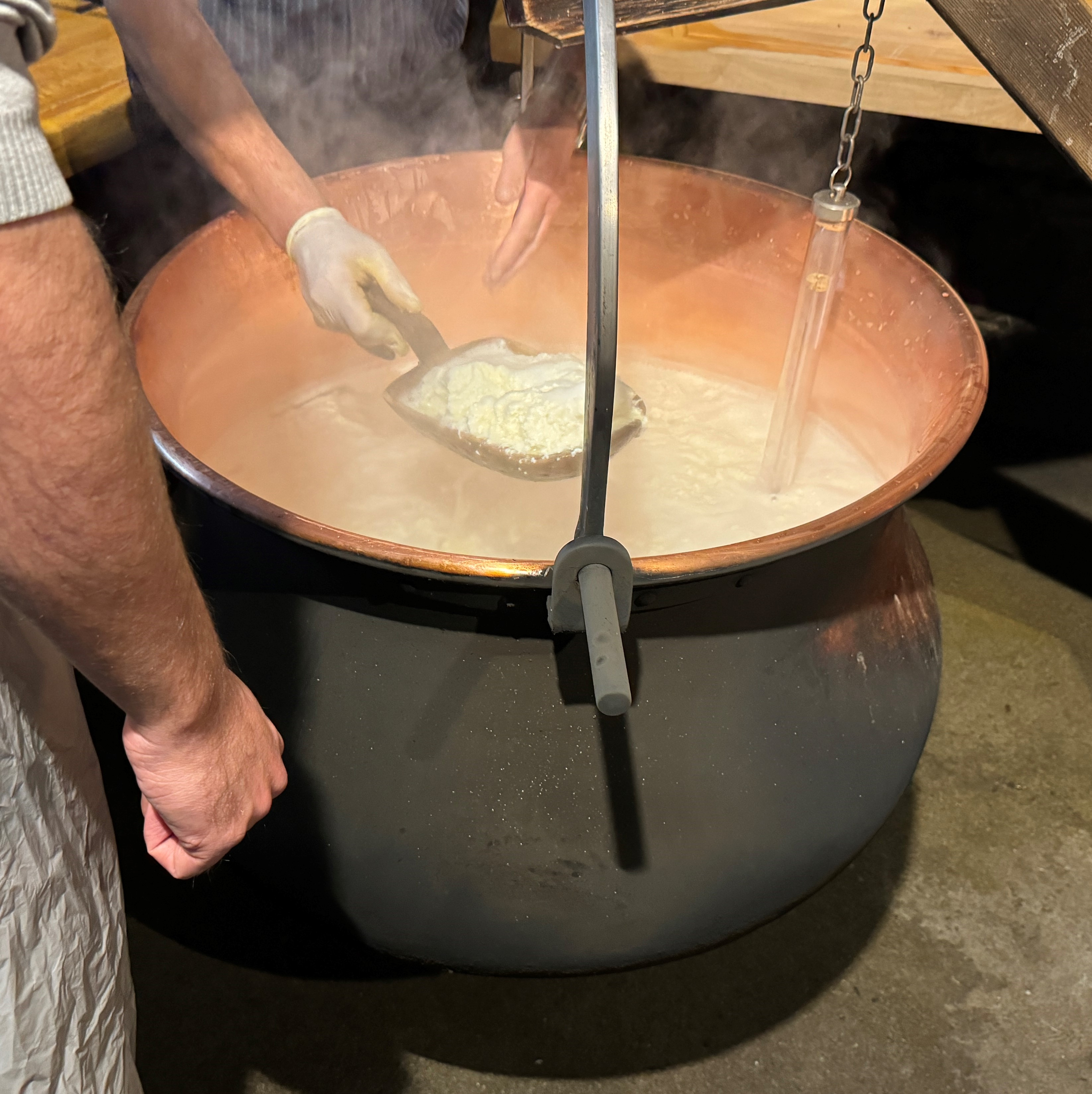
Nachdem Essigsäure hinzugefügt wird, flockt der Käse aus und wird mit einer Holzschaufel aus dem Kessel genommen.
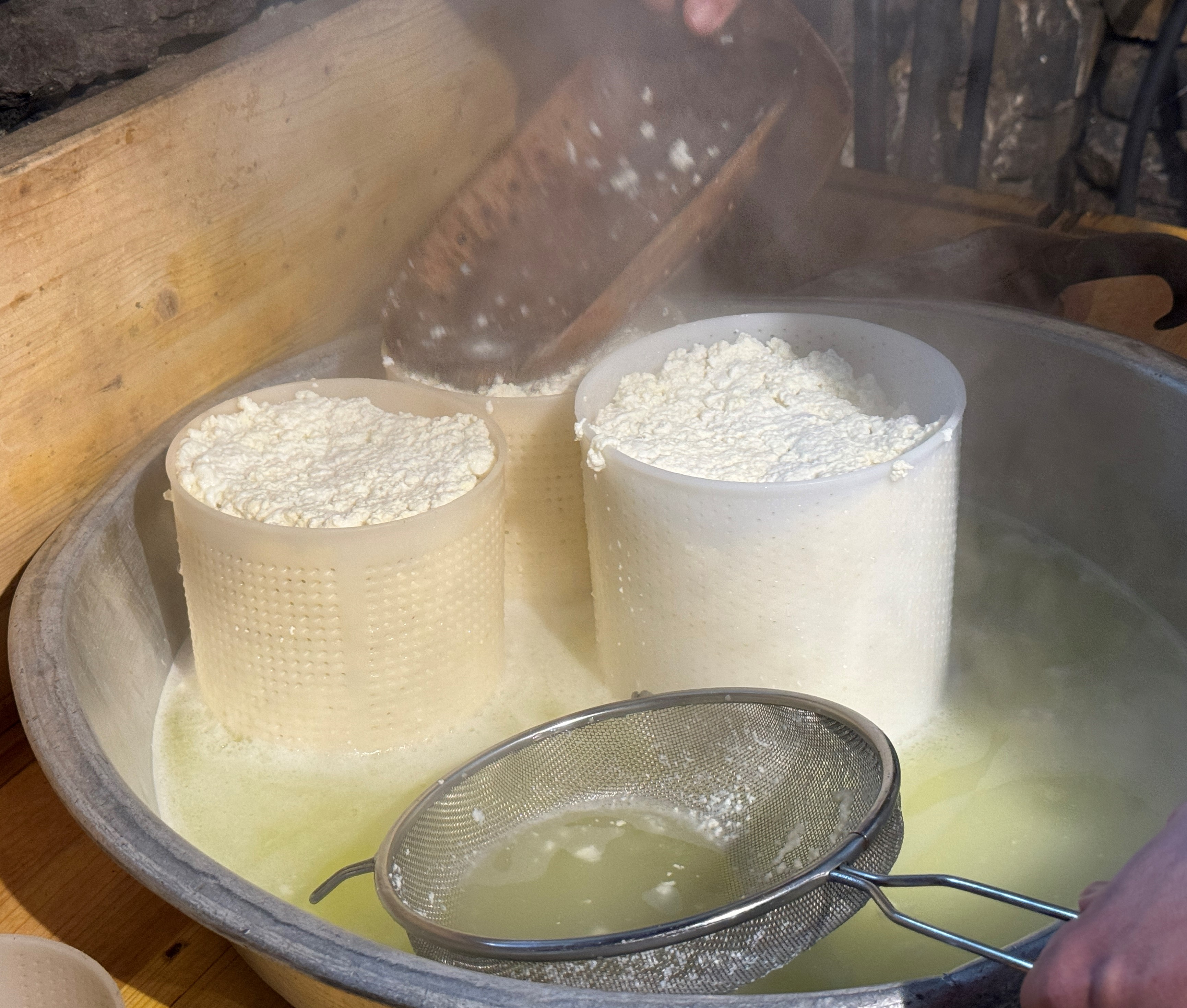
Der Käse wird in Siebformen abgefüllt.
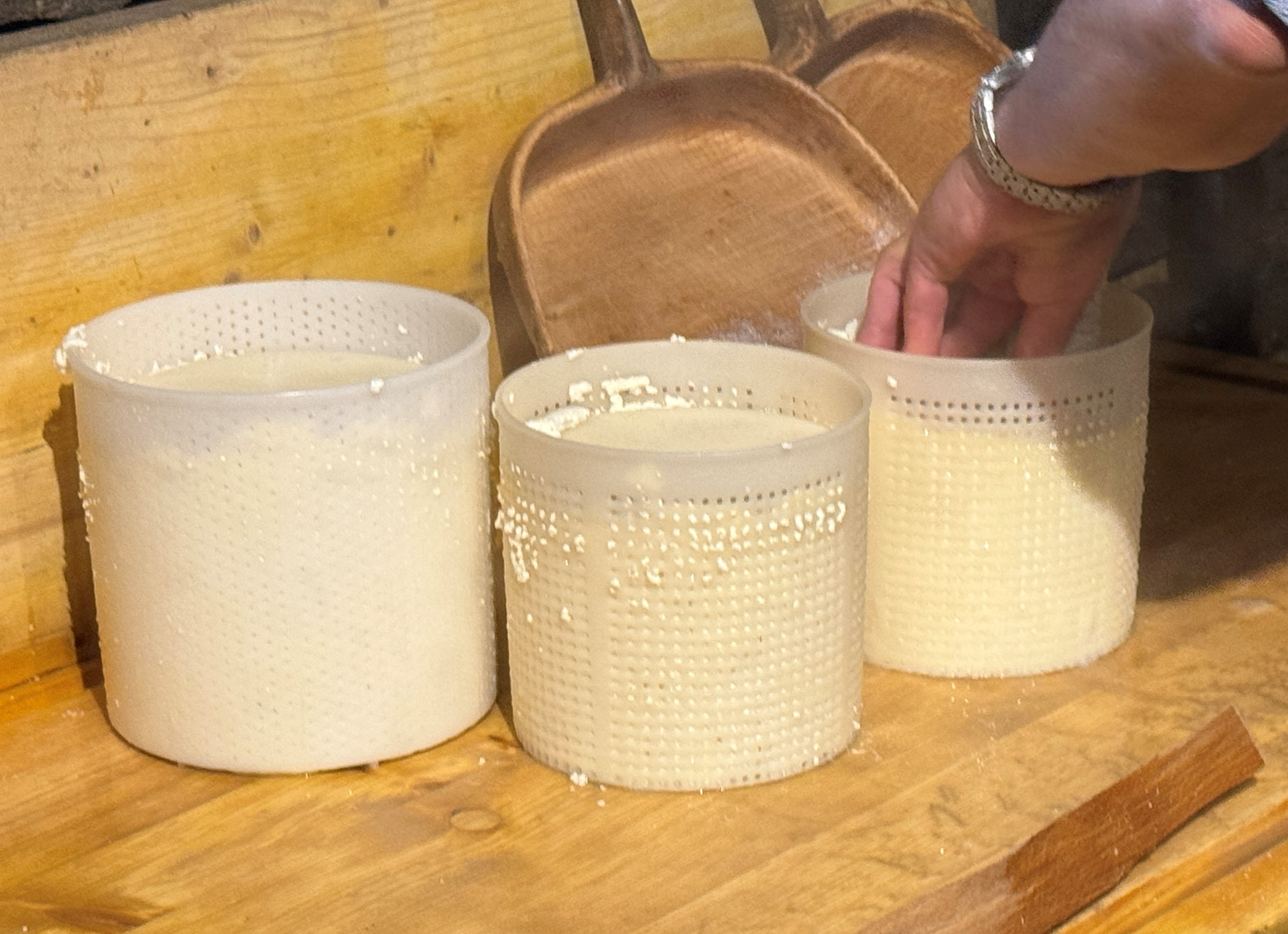
Er wird leicht angedrückt und ruht für etwa einen Tag; dann kann er verzehrt werden.